# Mutterlauge

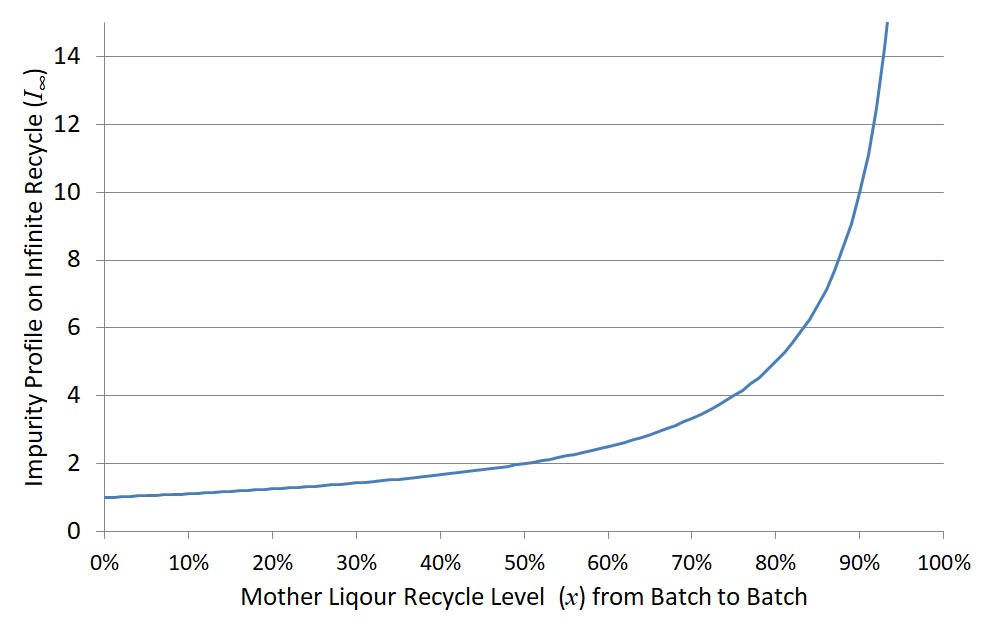
Wenn der Gehalt an Verunreinigungen anfangs 1 % beträgt und regelmäßig 50 % der Mutterlauge rezykliert wird, steigt der Gehalt auf 2 % an. Wird ein größerer Anteil wiederverwendet, akkumulieren sich die Verunreinigungen stark, wie die rechte Hälfte der Kurve zeigt.

Als Mutterlauge wird die Flüssigkeit bezeichnet, aus der sich bei der Stoffreinigung oder -extraktion durch Umkristallisation ein gewünschter Stoff in Form von Kristallen abgeschieden hat. Die Abtrennung der Kristalle von ihrer Mutterlauge kann durch Dekantieren oder Filtration erfolgen.
Bei der Zuckerfabrikation etwa wird die Zucker aus dem pflanzlichen Rohstoff mit heißem Wasser gelöst und nach dem Abkühlen aus der Mutterlauge gewonnen.
Mutterlaugen enthalten Reste des auskristallisierten Stoffes und die ursprünglichen Verunreinigungen, die oft in einem Folgeschritt aus diesen Lösungen gewonnen werden können. Ebenso kann nach dem Abdampfen eines Teiles des Lösungsmittels anschließend durch Abkühlen oft auch eine weitere Kristallfraktion des gewünschten Stoffes gewonnen werden. Diese zweite Kristallfraktion ist in der Regel nicht so „sauber“ (chemisch homogen) wie die erste Kristallfraktion.
In technischen Verfahren anfallende Mutterlaugen werden bisweilen recycliert, um die Ausbeuten zu optimieren.